# Cyclophora coreana
Cyclophora coreana är en fjärilsart som beskrevs av Felix Bryk 1948. Cyclophora coreana ingår i släktet Cyclophora och familjen mätare. Inga underarter finns listade i Catalogue of Life.